# Live in Japan (альбом Джорджа Харрисона)
Live in Japan — двойной концертный альбом Джорджа Харрисона, выпущенный в 1992 году.

## Об альбоме
В 1991 году близкий друг музыканта Эрик Клэптон уговорил Харрисона отправиться в тур по Японии. Результатом явился второй и последний концертный альбом Джорджа Харрисона, в котором представлены как песни из репертуара The Beatles, так и номера, написанные Харрисоном во время его сольной карьеры.
Альбом переиздан в 2004 году с добавлением формата SACD.

## Рецензии
Концертный альбом получил довольно противоречивые отзывы критиков. Так журнал «Billboard» описал альбом «Live in Japan» как «захватывающее и незаменимое шоу, от которого мурашки по коже», отметив, что «несколько исполнений превосходят оригиналы». Рецензент похвалил игру Клэптона и отметил, что пение Харрисона было «насыщенным и тонким на протяжении всего альбома», добавив: «Мобильная, совершенно потрясающая вечеринка; просто оставьте достаточно места для танцев».
В то же время Билли Альтман написал в «Entertainment Weekly»: «вам понадобится целый ящик колы, чтобы пробиться сквозь Харрисона, который звучит настолько не в форме (он постоянно или задыхается, или изо всех сил пытается выдержать темп), что удивительно, что в титрах не указаны медицинские консультанты… Единственный яркий момент принадлежит Клэптону, чье соло на ‘While My Guitar Gently Weeps’ возможно даже более впечатляюще, чем то, что он исполнил в оригинале…»

## Список композиций
Автор всех песен — Джордж Харрисон, если не указано иное.

### Первый диск
1. «I Want to Tell You» — 4:33
  - Впервые записана в альбоме The Beatles «Revolver» (1966)
2. «Old Brown Shoe» — 3:51
  - Впервые записана как обратная сторона к синглу The Beatles «The Ballad of John and Yoko» (1969)
3. «Taxman» — 4:16
  - Впервые записана в альбоме The Beatles «Revolver» (1966)
  - Начинается с оригинальной записи 1966 года (начальный отсчет и кашель)
4. «Give Me Love (Give Me Peace on Earth)» — 3:37
  - Впервые записана в альбоме Харрисона «Living in the Material World» (1973)
5. «If I Needed Someone» — 3:50
  - Впервые записана в альбоме The Beatles «Rubber Soul» (1965)
6. «Something» — 5:21
  - Впервые записана в альбоме The Beatles «Abbey Road» (1969)
7. «What Is Life» — 4:47
  - Впервые записана в альбоме Харрисона «All Things Must Pass» (1970)
8. «Dark Horse» — 4:20
  - Впервые записана в альбоме Харрисона «Dark Horse» (1974)
9. «Piggies» — 2:56
  - Впервые записана в альбоме The Beatles «The Beatles» (1968)
10. «Got My Mind Set on You» (Руди Кларк) — 4:56
  - Впервые записана в альбоме Харрисона «Cloud Nine» (1987)

### Второй диск
1. «Cloud 9» — 4:23
  - Впервые записана в альбоме Харрисона «Cloud Nine» (1987)
2. «Here Comes the Sun» — 3:31
  - Впервые записана в альбоме The Beatles «Abbey Road» (1969)
3. «My Sweet Lord» — 5:42
  - Впервые записана в альбоме Харрисона «All Things Must Pass» (1970)
4. «All Those Years Ago» — 4:26
  - Впервые записана в альбоме Харрисона «Somewhere in England» (1981)
5. «Cheer Down» (Харрисон/Том Петти) — 3:53
  - Впервые записана в саундтреке к фильму «Смертельное оружие 2» (1989)
6. «Devil’s Radio» — 4:25
  - Впервые записана в альбоме Харрисона «Cloud Nine» (1987)
7. «Isn’t It a Pity» — 6:33
  - Впервые записана в альбоме Харрисона «All Things Must Pass» (1970)
8. «While My Guitar Gently Weeps» — 7:09
  - Впервые записана в альбоме The Beatles «The Beatles» (1968)
  - Примечательна удлинённым (по сравнению с оригиналом) соло Эрика Клэптона, а также своего рода «соло-дуэлью» Клэптона и Харрисона. В конце номера можно услышать, как Харрисон представляет Клэптона: «Eric Clapton, psycho guitar… Well, you have a real psycho guitar, huh?..»
9. «Roll Over Beethoven» (Чак Берри) — 4:45
  - Впервые записана в альбоме The Beatles «With The Beatles» (1963)

## Участники записи
- Джордж Харрисон — гитара, вокал
- Стив Ферроне — ударные
- Рэй Купер — перкуссия
- Грег Филлингейнс — клавишные, бэк-вокал
- Чак Ливелл — клавишные, бэк-вокал
- Нэйтан Ист — бас, бэк-вокал
- Энди Фэйруэзер Лоу — гитара, бэк-вокал
- Эрик Клэптон — гитара, бэк-вокал
- Тесса Найлс — вокал
- Кэти Киссун — вокал